# Dunstanburgh Castle
Dunstanburgh Castle er ruinen af en borg fra 1300-tallet, der ligger på kysten af Northumberland i det nordlige England mellem landsbyerne Craster og Embleton.
Borgen blev bygget af jarl Thomas af Lancaster mellem 1313 og 1322, på et naturligt forsvaspunkt og på eksisterende volde fra et voldsted fra jernalderen. Thomas var leder for baroniets modstand mod kong Edvard 2., og han havde sandsynligvis planer om at brug Dunstandburgh som tilflugtssted, hvis den politiske situation i Sydengland blev ustabel.
Borgen tjente som et statussymbol, der viste jarlens rigdom og indflydelse, og kunne konkurrere med den kongelige borg Bamburgh, der ligger i nærheden. Thomas besøgte sandsynligvis kun sin borg én gang inden den blev erobret under slaget ved Boroughbridge i 1322, da han forsøgte at flygte fra kongens hær for at søge ly på Dunstanburgh. Thomas blev henrettet og borgen blev en af kronens ejendomme, inden den blev overdraget til Hertugdømmet Lancaster.
Det er en listed building af første grad

Den er ejet af National Trust og drives af English Heritage.